# تاكويا كوكيغوشي
تاكويا كوكيغوشي (باليابانية: 苔口 卓也) (13 يوليو 1985 في أوكاياما في اليابان – )؛ هو لاعب كرة قدم ياباني سابق كان يلعب كمهاجم.

## وصلات خارجية
- تاكويا كوكيغوشي على موقع الاتحاد الدولي (مؤرشف)  (الإنجليزية)
- تاكويا كوكيغوشي على موقع رابطة كرة القدم اليابانية للمحترفين (اليابانية)
- تاكويا كوكيغوشي على موقع قاعدة بيانات كرة القدم.إي يو (الإنجليزية)
- تاكويا كوكيغوشي على موقع Soccerway.com (الإنجليزية)
- تاكويا كوكيغوشي على موقع عالم كرة القدم.نت (الإنجليزية)
- تاكويا كوكيغوشي على موقع كووورة